# Ярд (посуда)

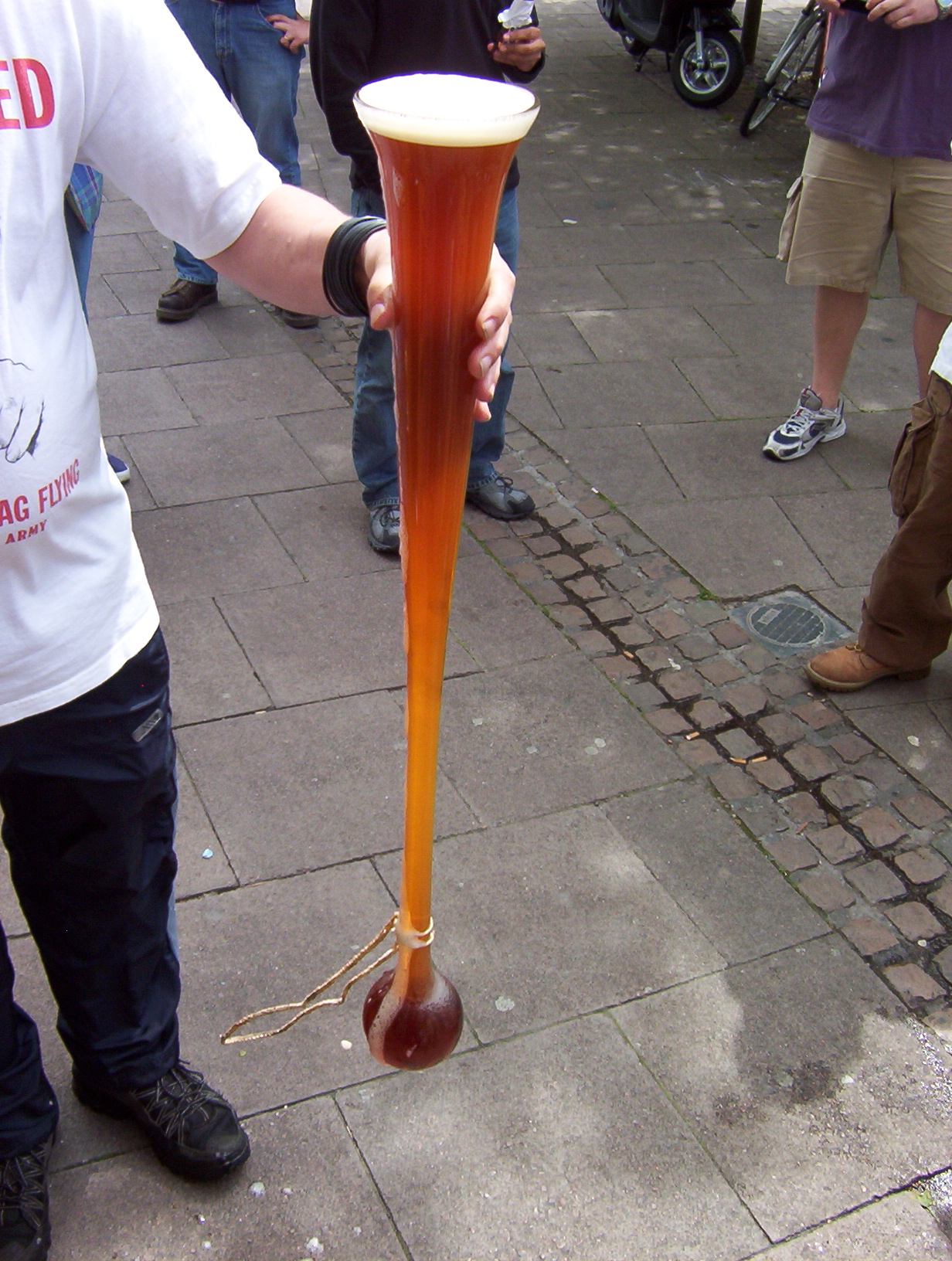
Ярд для эля

Ярд (или англ. Yard of ale — ярд эля) — чрезвычайно высокий (очень длинный) — примерно 1 ярд (90 см) — стеклянный пивной бокал, объём (вместимость) которого, в зависимости от диаметра, может достигать от 1 до 2,5 имперской пинты (1,4 л) пива. Форма данного пивного бокала весьма оригинальна: шаровидное стеклянное полое основание («лампочка на дне»), на котором расположена своеобразная расширяющаяся кверху чаша в виде раструба, составляющая бо́льшую часть высоты бокала. 
Ярд как стеклянный пивной бокал высотой 1 ярд (90 см) и вместимостью 1 пинта (0,5 л), возник, вероятнее всего, в XVII веке в Англии, где был известен как «подзорная труба», «кембриджский ярд» или «бокал для эля». Стеклянный ярд является свидетельством высокого мастерства стеклодува. Среди записей в дневнике Джона Ивлина есть упоминание о праздничном распитии ярда: тост за короля Якова II Стюарта в Бромли (Кент) (ныне юго-восток Лондона) в 1685 году.
Одно из традиционных соревнований в пабе — как можно быстрее выпить полный ярд пива. Но шаровидное расширение в нижней части ярда при попадании в него воздуха делает весьма вероятным то, что конкурсант в конце попытки будет внезапно облит выплеснувшимся из колбы пивом. По данным Книги рекордов Гиннесса, наилучший результат в состязаниях на скорость выпивания ярда пива составляет 5 секунд.

## Описание
Ярд представляет собой стеклянный сосуд высотой около 1 ярда (90 см), в нижней части имеющий форму шара, который плавно переходит в расширяющийся кверху раструб, составляющий бо́льшую часть высоты. В странах, где используется метрическая система мер, ярд может достигать 1 метра (1,1 м) в длину. Поскольку ярд представляет собой сильно вытянутый в длину стеклянный сосуд, не имеющий плоского устойчивого основания, чаще всего на время хранения его подвешивают на стене.
Правильное пользование ярдом для эля без пролития напитка требует соответствующего навыка. Секрет питья из ярда заключается в том, что во время состязания его ствол должен быть постоянно поднят выше горизонтали, иначе воздух, проникающий в шаровидную ёмкость в основании сосуда, образует воздушный карман, который делает вытекание жидкости непредсказуемым. Результат для непосвящённых — обливание содержимым сосуда.

## История и легенды
Ярд как стеклянный пивной бокал возник, вероятнее всего, в XVII веке в Англии, где был известен как «подзорная труба», «Кембридж ярд» или «бокал для эля». Длинная верхняя раструбообразная часть сосуда переходит внизу, в основании бокала, в шаровидную ёмкость, затрудняющую процесс питья. Из-за особенностей конструкции ярда пьющий вынужден поглощать напиток в спешке. Ярд оказался непрактичным для обычного использования, однако он востребован во всевозможных питейных соревнованиях, а также в отдельных церемониальных случаях — для произнесения поздравлений, тостов. По легенде появление этого бокала связывают с извозчиками дилижансов. Стеклянный ярд для эля, как он сейчас правильно называется, используется уже около 400 лет. Ярд упоминался в английской литературе (1617 г.); в дневнике Джона Ивлина есть запись от 10 февраля 1685 года, в которой говорится о торжественном распитии ярда и о тосте в честь короля Якова II Стюарта в Бромли (графство Кент) (ныне юго-восток Лондона). Во времена Уильяма Шекспира в придорожных гостиницах и тавернах принимались ставки на то, кто выпьет всё содержимое ярда первым, не пролив ни капли напитка. Эти таверны были самыми обычными британскими тавернами, несмотря на то, что питьё из ярда считалось событием не рядовым, а исключительным, церемониальным. 
Стеклянные ярды, производившиеся после 1745 года, были предметом акцизного налога, рассчитываемого исходя из массы стекла до нанесения на него какого-либо декора с помощью шлифования или резьбы, но поскольку этот налог не применялся в Ирландии, это способствовало развитию ирландской стекольной промышленности. В 1777 году этот налог был удвоен.
Ныне стеклянный ярд для эля можно увидеть висящим на стенах некоторых английских пабов. Кроме того, ряд пабов, расположенных по всей стране, носят названия в честь ярда.

## Применение
Пьют из ярда, наполненного пивом или элем, в традиционных пабах Великобритании. В ряде старинных колледжей сохранилась традиция Оксфордского университета, предусматривающая своеобразное наказание за некоторые нарушения принятого университетского этикета: от провинившегося требовали выпить ярд пива или других алкогольных напитков. В бытность студентом Оксфорда будущий 23-й премьер-министр Австралии Роберт Хоук установил мировой рекорд по скорости выпивания ярда пива, поглотив традиционный «оксфордский штраф» всего за 11 секунд.
В Новой Зеландии известные и популярные местные жители по традиции встречают свой 21-й день рождения, выпив во дворе полный ярд (здесь он носит название англ. yardie) пива.